# Bereraia pasquinii
Bereraia pasquinii is een eenoogkreeftjessoort uit de familie van de Leptopontiidae. De wetenschappelijke naam van de soort is voor het eerst geldig gepubliceerd in 1969 door Cottarelli.